# Oddeway Torre
Oddeway Torre var et område ved Malabarkysten i Indien, som i perioden 1696-1722 var dansk besiddelse, og sorterede under kolonien Dansk Indien. Den blev regeret fra Trankebar af Dansk Ostindisk Kompagni, dengang under ledelse af Claus Vogdt. Oddeway Torre blev Danmarks tredje besiddelse i Indien, efter Trankebar og Balasore. Siden fik Danmark tilegnet sig flere besiddelser, blandt andre Serampore og Frederiksøerne.